# S1PR3
S1PR3 (англ. Sphingosine-1-phosphate receptor 3) – білок, який кодується однойменним геном, розташованим у людей на короткому плечі 9-ї хромосоми. Довжина поліпептидного ланцюга білка становить 378 амінокислот, а молекулярна маса — 42 250.
| 10         |  | 20         |  | 30         |  | 40         |  | 50         |
| ---------- |  | ---------- |  | ---------- |  | ---------- |  | ---------- |
| MATALPPRLQ |  | PVRGNETLRE |  | HYQYVGKLAG |  | RLKEASEGST |  | LTTVLFLVIC |
| SFIVLENLMV |  | LIAIWKNNKF |  | HNRMYFFIGN |  | LALCDLLAGI |  | AYKVNILMSG |
| KKTFSLSPTV |  | WFLREGSMFV |  | ALGASTCSLL |  | AIAIERHLTM |  | IKMRPYDANK |
| RHRVFLLIGM |  | CWLIAFTLGA |  | LPILGWNCLH |  | NLPDCSTILP |  | LYSKKYIAFC |
| ISIFTAILVT |  | IVILYARIYF |  | LVKSSSRKVA |  | NHNNSERSMA |  | LLRTVVIVVS |
| VFIACWSPLF |  | ILFLIDVACR |  | VQACPILFKA |  | QWFIVLAVLN |  | SAMNPVIYTL |
| ASKEMRRAFF |  | RLVCNCLVRG |  | RGARASPIQP |  | ALDPSRSKSS |  | SSNNSSHSPK |
| VKEDLPHTAP |  | SSCIMDKNAA |  | LQNGIFCN   |  |            |  |            |

A: Аланін

C: Цистеїн

D: Аспарагінова кислота

E: Глутамінова кислота

F: Фенілаланін

G: Гліцин

H: Гістидин

I: Ізолейцин

K: Лізин

L: Лейцин

M: Метіонін

N: Аспарагін

P: Пролін

Q: Глутамін

R: Аргінін

S: Серин

T: Треонін

V: Валін

W: Триптофан

Кодований геном білок за функціями належить до рецепторів, g-білокспряжених рецепторів, білків внутрішньоклітинного сигналінгу, фосфопротеїнів. 
Локалізований у клітинній мембрані, мембрані.